# Oxyopes extensipes
Espèce
Synonymes
- Sphasus extensipes Butler, 1876

Oxyopes extensipes est une espèce d'araignées aranéomorphes de la famille des Oxyopidae.

## Distribution
Cette espèce est endémique de l'île de Rodrigues dans l'océan Indien.

## Description
La femelle holotype mesure 7 mm.

## Publication originale
- Butler, 1876 : Preliminary notice of new species of Arachnida and Myriopoda from Rodriguez, collected by Mssrs George Gulliver and H. H. Slater. Annals and Magazine of Natural History, sér. 4, vol. 17, p. 439-446 (texte intégral).